# سونيك ريسينج: كروس وورلدز
سونيك ريسينج: كروس وورلدز (بالإنجليزية: Sonic Racing: CrossWorlds ؛ باليابانية: ソニックレーシング クロスワールド ) , هو لعبة فيديو من نوع سباق الكارت قيد التطوير من قبل سونيك تيم و ناشرها سيغا تُعدُّ لعبة فرعية في سلسلة سونيك ذا هيدهوج، ومن المقرر أن تُصدر على منصات نينتندو سويتش، بلاي ستيشن 4، بلاي ستيشن 5، ويندوز، إكس بوكس ون، وإكس بوكس سيريس إكس/إس في عام 2025 .

## طريقة اللعب
سونيك ريسينج: كروس وورلدز" هي لعبة  كارت، مشابهة للجزء السابق "تيم سونيك ريسينج"، رغم أن "كروس وورلدز" لا تتضمن آلية السباق التعاوني بين الفرق التي كانت موجودة في تلك اللعبة. يتسابق اللاعبون ضد بعضهم البعض في سباقات مكونة من ثلاث لفات حول المسار، ويجمعون عناصر تعزيز للمساعدة في تجاوز المتسابقين الآخرين، مثل الألعاب الأخرى في نفس النوع مثل سلسلة ماريو كارت. يمكن للاعبين الاختيار بين سيارات سباق عادية، والتي تتحول إلى قوارب وطائرات في نقاط مختلفة من السباق، مثل سونيك أند أول ستارز ريسنغ ترانسفورمد، أو ألواح إكستريم جير الطائرة، التي ظهرت سابقًا في سلسلة سونيك رايدرز وتستخدم آلية تعزيز مشابهة.
على عكس ألعاب سونيك السابقة في مجال السباقات، الشخصيات في هذه اللعبة ليست مقيدة بمركبة واحدة ولها إحصائيات خاصة تؤثر على أداء المركبات. تنتمي المركبات إلى واحدة من خمس فئات مختلفة بناءً على الإحصائية الأكثر بروزًا: السرعة، التسارع، القوة، التحكم، والتعزيز. يمكن فتح ما مجموعه 45 مركبة مختلفة، كما يمكن للاعبين دمج أجزاء من المركبات التي تم فتحها لإنشاء مركبات مخصصة. قبل بدء السباق، يمكن للاعبين تجهيز أدوات تمنحهم مزايا سلبية، مثل جذب الحلقات البعيدة أو إعطاء الأولوية لبعض عناصر التعزيز؛ يمكن فتح ما يصل إلى ستة فتحات للأدوات، مع بعض الأدوات التي تتطلب فتح عدة فتحات لكي يتم تجهيزها.

## شخصيات
أعلنت سيجا أن "كروس وورلدز" ستتضمن أكبر تشكيلة من الشخصيات القابلة للعب في لعبة سباق سونيك حتى الآن. من المخطط أن تحتوي اللعبة عند الإطلاق على 23 شخصية قابلة للعب، تم الإعلان عن 15 منها رسميًا؛ في حين تم الإشارة إلى ظهور ثمانية شخصيات أخرى في المواد الترويجية للعبة، رغم أن سيجا لم تؤكد تضمينها بعد. من المتوقع أن يتم إصدار شخصيات إضافية كـمحتوى قابل للتحميل. بالإضافة إلى شخصيات سونيك، من المخطط أن تظهر شخصيات من ممتلكات أخرى لسيجا أيضًا. تشمل الشخصيات التي نشأت من السلسلة الرسومية سونيك برايم كجزء من النسخة الرقمية الفاخرة للعبة.
- سونيك
- تيلز
- ناكلز
- القنفذ شادو
- الخفاشة روج
- أوميغا
- آيمي روز
- الأرنبة كريم
- بيغ
- دكتور إغمان
- الحرباء إسبيو
- فيكتور
- شارمي النحلة
- ميتل سونيك
- جيت ذا هوك

## الموقع الخارجي
- الموقع الرسمي
 (الإنكليزية)